# Escape Book
Escape Book est une collection de livres-jeu d'évasion inspirée des escape games et des livres-jeu. Cette collection a été créée par François Lévin pour les éditions 404. Le premier tome de cette collection, La Tour de l'Alchimiste, est paru en mai 2016.

## Principe de jeu
Chaque livre est consacré à un thème ou un univers bien identifié, relevant de la culture populaire : steampunk, Minecraft, Sherlock Holmes, apocalypse zombie, île déserte, tueur en série, horreur lovecraftienne...
Comme dans un livre-jeu, le lecteur s'identifie au personnage principal (et narrateur) et devra le guider vers la sortie d'un endroit clos ou isolé. Le livre décrit 20 à 30 lieux à mesure que le héros les découvre : les pièces d'un labyrinthe, les cabines d'un vaisseau spatial en perdition... Un ou plusieurs plans facilitent l'exploration. Chaque lieu visité contient des objets, clés, outils ou textes à lire. Des portes fermées interdisent la sortie : au lecteur de comprendre quels accessoires utiliser et dans quel ordre pour parvenir à les ouvrir, selon le principe des jeux vidéo pointer-et-cliquer.

## Escape Books Junior
- Stéphane Anquetil, L'Île aux mystères, Paris, 404 éd., février 2019, 80 p. (ISBN 979-10-324-0255-9)
- Alain T. Puysségur (trad. de l'anglais), Le Méga Temple maudit, Paris, 404 éd., février 2019, 96 p. (ISBN 979-10-324-0254-2)
- Arthur Ténor, La Maison fantôme de Mme Hideuse, Paris, 404 éd., mai 2019, 96 p. (ISBN 979-10-324-0273-3)
- Alain T. Puysségur, Game Over, Paris, 404 éd., juin 2019, 96 p. (ISBN 979-10-324-0296-2)
- Stéphane Anquetil, Vol au Musée, Paris, 404 éd., septembre 2019, 96 p. (ISBN 979-10-324-0296-2)
- Eva Grynszpan, Le Collège infernal, Paris, 404 éd., février 2020, 96 p. (ISBN 979-10-324-0327-3)
- Gauthier Wendling, Icare et le labyrinthe de l'impossible, Paris, 404 éd., août 2020, 96 p. (ISBN 979-10-324-0375-4)
- Nathalie Lescaille, Risk Junior, Paris, 404 éd., janvier 2021, 96 p. (ISBN 979-1-0324-0428-7)
- Nicolas Lozzi, Mission stellaire, Paris, 404 éd., mars 2021, 96 p. (ISBN 979-1-0324-0452-2)

## Jeu de société
Plusieurs Escape Box ont également paru, reprenant en partie les thèmes, la charte graphique de la collection Escape Books. Le principe de jeu est toutefois différent : les Box se jouent à plusieurs joueurs (dont un Maître de Jeu) et en temps limité, indiqué par une bande sonore d'ambiance (un scénario de 45 min, ou trois scénarios de 60 min chacun). Le jeu se base davantage sur la manipulation et l'interaction entre joueurs que sur la lecture,